# توماس جوتشلك
توماس جوتشلك (بالألمانية: Thomas Gottschalk)‏ هو مقدم تلفزيوني ومقدم برامج إذاعية وكاتب غير روائي وصحفي وكاتب سيناريو وممثل ألماني، ولد في 18 مايو 1950 ببامبرغ في ألمانيا. من الجوائز التي نالها وسام الاستحقاق البافاري وجائزة رومي ‏.

## أعمال

### أفلام
- (2011) حارس الحديقة[13]

## جوائز
- وسام الاستحقاق البافاري
- جائزة رومي [الإنجليزية]‏

## وصلات خارجية
- توماس جوتشلك على موقع IMDb (الإنجليزية)
- توماس جوتشلك على موقع روتن توميتوز (الإنجليزية)
- توماس جوتشلك على موقع مونزينجر (الألمانية)
- توماس جوتشلك على موقع ألو سيني (الفرنسية)
- توماس جوتشلك على موقع ميوزك برينز (الإنجليزية)
- توماس جوتشلك على موقع أول موفي (الإنجليزية)
- توماس جوتشلك على موقع قاعدة بيانات الأفلام السويدية (السويدية)
- توماس جوتشلك على موقع ديسكوغز (الإنجليزية)
- توماس جوتشلك على موقع قاعدة بيانات الفيلم (الإنجليزية)
- توماس جوتشلك على موقع كينوبويسك (الروسية)